# Bésame mucho

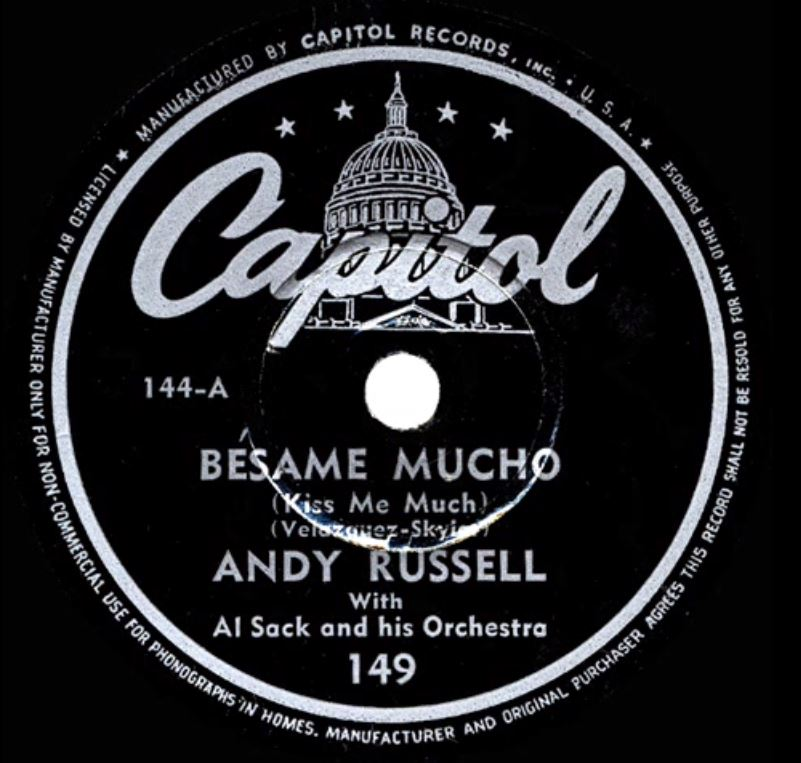

«Bésame mucho» ('besa'm molt' en català) és un bolero escrit el 1940 per la compositora mexicana Consuelo Velázquez. La melodia està inspirada en l'ària «Quejas, o la Maja y el Ruiseñor» del compositor català Enric Granados.